# دیانا موکانو
دیانا موکانو (انگلیسی: Diana Mocanu) (زاده ۹ ژوئیه ۱۹۸۴ - برئیلا) شناگر اهل کشور رومانی بوده است.
از افتخارات وی می‌توان به کسب ۲ مدال طلا شنا در ۱۰۰ و ۲۰۰ متر کرال پشت بازی‌های المپیک تابستانی ۲۰۰۰ اشاره کرد.